# 広瀬町 (伊勢崎市)
広瀬町（ひろせまち）は、伊勢崎市の旧町名（通称町名）。

## 地理
廃止当時は旧伊勢崎市の中央部に位置していた。北は川久保町、川岸町、、東は上泉町、南は茂呂（新栄町）、西は佐波郡宮郷村大字連取（連取第一区）に接していた。

## 歴史

### 沿革
- 1876年（明治9年） - 従来の佐位郡伊勢崎町中島から佐位郡伊勢崎町広瀬町へ改称。
- 1889年（明治22年）4月1日 - 町村制施行に伴い、佐位郡伊勢崎町広瀬町となる。
- 1896年（明治29年） - 郡制施行にともない、佐波郡伊勢崎町広瀬町となる。
- 1940年（昭和15年） - 伊勢崎市成立に伴い、伊勢崎市広瀬町となる。
- 1952年（昭和27年） - 全域が上泉町の一部となり消滅。